# S Telescopii
S Telescopii är en misstänkt nova (N:) i stjärnbilden Kikaren.
Stjärnan rapporterades som variabel av den nederländske astronomen Jacobus Kapteyn 1896. Senare observationer var negativa och teorin är att stjärnan haft ett novautbrott som avklingat. I området som anges finns tre stjärnor av 19:e magnituden, som kan ha varit upphov till utbrottet, som fångades på fotoplåtar. Stjärnan anges med den fotografiska magnituden 10,0 i maximum och lägre än 20,7 i minimum av AAVSO.